# Milișăuți
Milișăuți es una ciudad con estatus de oraș de Rumania ubicada en el distrito de Suceava.
Según el censo de 2011, tiene 5005 habitantes, mientras que en el censo de 2002 tenía 5057 habitantes. La mayoría de la población es de etnia rumana (97,16 %), con una minoría de ucranianos (1,11 %).
La mayoría de los habitantes son cristianos de la Iglesia Ortodoxa Rumana (84,49 %), con minorías de adventistas del Séptimo Día (7,03 %) y pentecostales (6,37 %).
Adquirió estatus urbano en 2004. En su territorio se incluyen como pedanías los pueblos de Bădeuți, Gara y Lunca.
Se ubica unos 20 km al noroeste de Suceava y unos 10 km al sureste de Rădăuți.